# M.Bevinahalli, Koratagere
M.Bevinahalli là một làng thuộc tehsil Koratagere, huyện Tumkur, bang Karnataka, Ấn Độ.